# Montauban Challenger 2005
Il Montauban Challenger 2005 è stato un torneo di tennis facente parte della categoria ATP Challenger Series nell'ambito dell'ATP Challenger Series 2005. Il torneo si è giocato a Montauban in Francia dal 27 giugno al 3 luglio 2005 su campi in terra rossa.

## Vincitori

### Singolare
Édouard Roger-Vasselin ha battuto in finale  Roko Karanušić con il punteggio di 6–4, 6–4

### Doppio
Steve Darcis /  Stefan Wauters hanno battuto in finale  Gabriel Trujillo Soler /  Lovro Zovko con il punteggio di 6–4, 6(5)–7, 6–4